# Tandikudius rugosus
Genre
Espèce
Tandikudius rugosus, unique représentant du genre Tandikudius, est une espèce d'opilions laniatores de la famille des Podoctidae.

## Distribution
Cette espèce est endémique du Tamil Nadu en Inde. Elle se rencontre dans les Palani Hills dans le district de Dindigul vers Tandikudi.

## Description
La femelle syntype mesure 4 mm.

## Publication originale
- Roewer, 1929 : « Süd-indische Skorpione, Chelonethi und Opilioniden. » Revue suisse de zoologie, vol. 36, no 4, p. 609–639 (texte intégral).